# 木椁墓

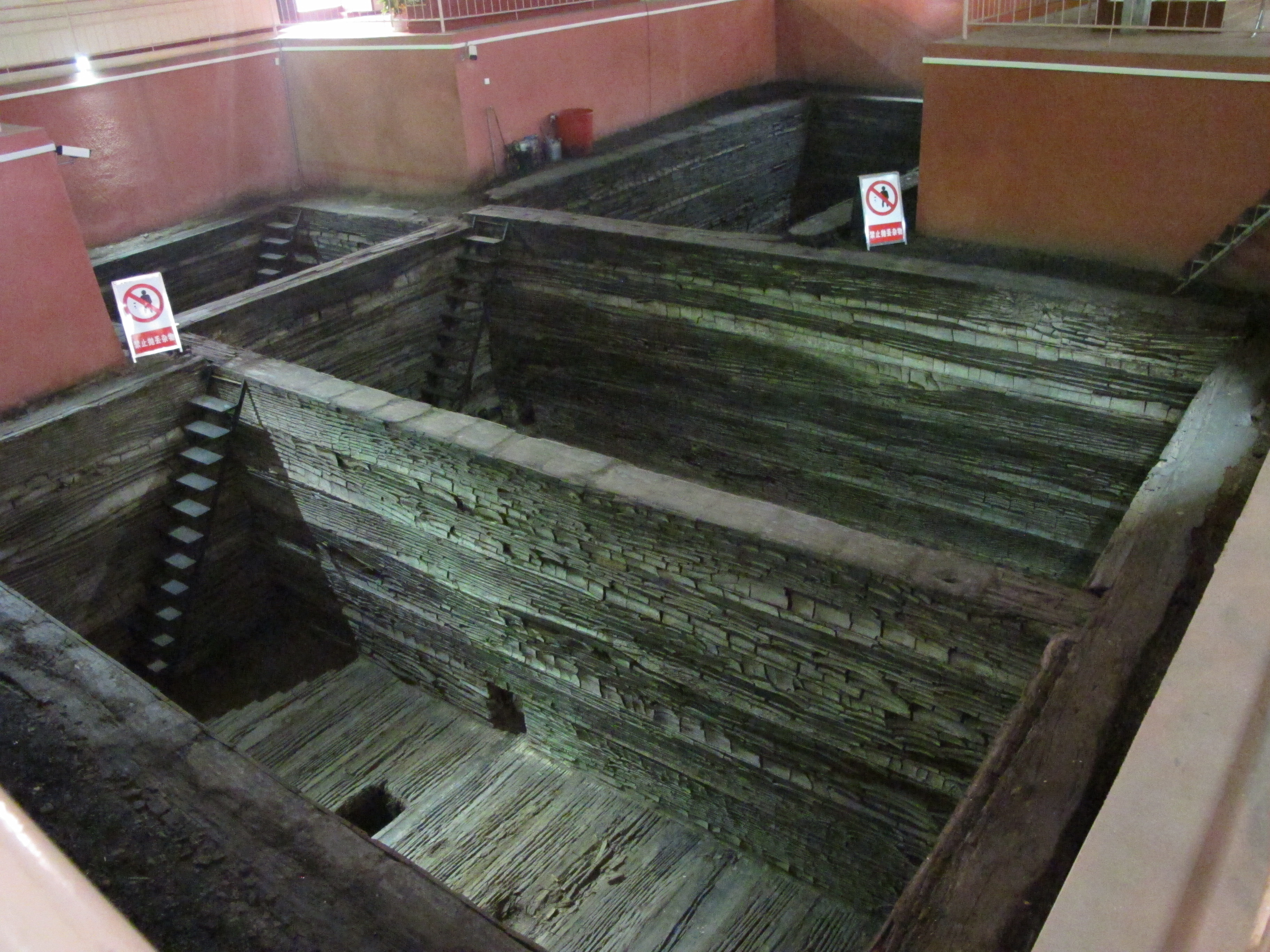
湖北随州出土的曾侯乙墓为多边形的木椁墓

木椁墓是中国古代的一种墓葬形式，流行于商朝至西汉。木椁墓一般先在中央挖掘一个长方形或正方形的深坑作为墓穴，墓穴四周通常有一条至四条斜坡型墓道。墓穴用整齐的大木枋或厚板，用榫卯结构做成一个大套箱，下有底板，上有盖板。在套箱内分成数格，中间为放置棺材的地方，四周围着多个方格，称为东箱、西箱、头箱、脚箱等，用来放随葬品。